# Col du Splügen
Le col du Splügen (en allemand : Splügenpass, en italien : passo dello Spluga) est un col alpin situé à 2 114 ou 2 115 mètres d'altitude. Situé à la frontière italo-suisse, il permet de relier la vallée du Rhin postérieur (Rheinwald) en Grisons via le val Spluga et Chiavenna au lac de Côme en Lombardie. Il se situe sur la ligne de partage des eaux entre la mer du Nord (Rhin) et la mer Adriatique (Pô).

## Géographie

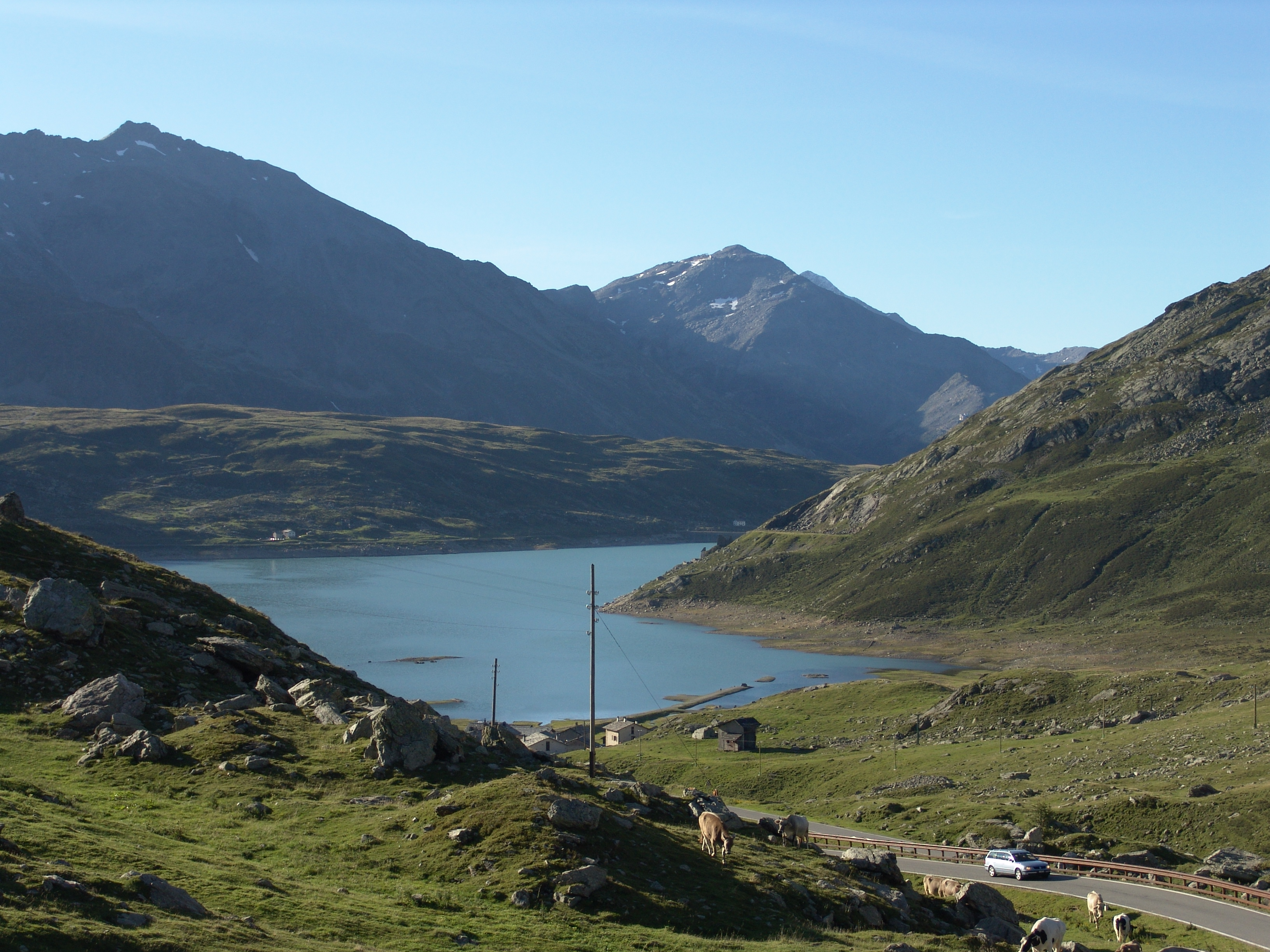
Sur le col.

Le col s'élève entre les Alpes lépontines (l'Adula) à l'ouest et la chaîne de l'Oberhalbstein à l'est. Selon la classification traditionnelle italienne du système alpin, la « Partition des Alpes » (Partizione delle Alpi), les deux massifs font partie des Alpes centrales.
Dans la littérature germanophone, une séparation des Alpes en deux parties, Alpes occidentales et Alpes orientales, est d'usage. Cette segmentation s'oriente sur les différences géologiques et géomorphologiques exposées le long de la frontière entre l'Autriche et la Suisse au Rhin alpin et vers le sud via le col du Splügen jusqu'au lac de Côme. Ce principe est répandu en particulier par la classification orographique des Alpes orientales développée par les clubs alpins allemand, autrichien et sud-tyrolien (Alpenvereinseinteilung der Ostalpen, AVE) et la proposition récente de la subdivision orographique internationale unifiée du système alpin (Suddivisione Orografica Internazionale Unificata del Sistema Alpino, SOIUSA).

## Histoire
Cette route, comme celle du Julier à l'est, était déjà utilisée par les Romains. Au Moyen Âge, elle est devenue moins importante, parce que les princes-évêques de Coire avaient une préférence pour le renforcement du col du Septimer. La route se délabra et depuis le XIIIe siècle était connue sous le nom de Viamala (« mauvais chemin »). Sous le règne des Trois Ligues, à partir de 1473, la voie au col du Splügen a été largement remise en état par les communes de Thusis, de Masein et de Cazis.

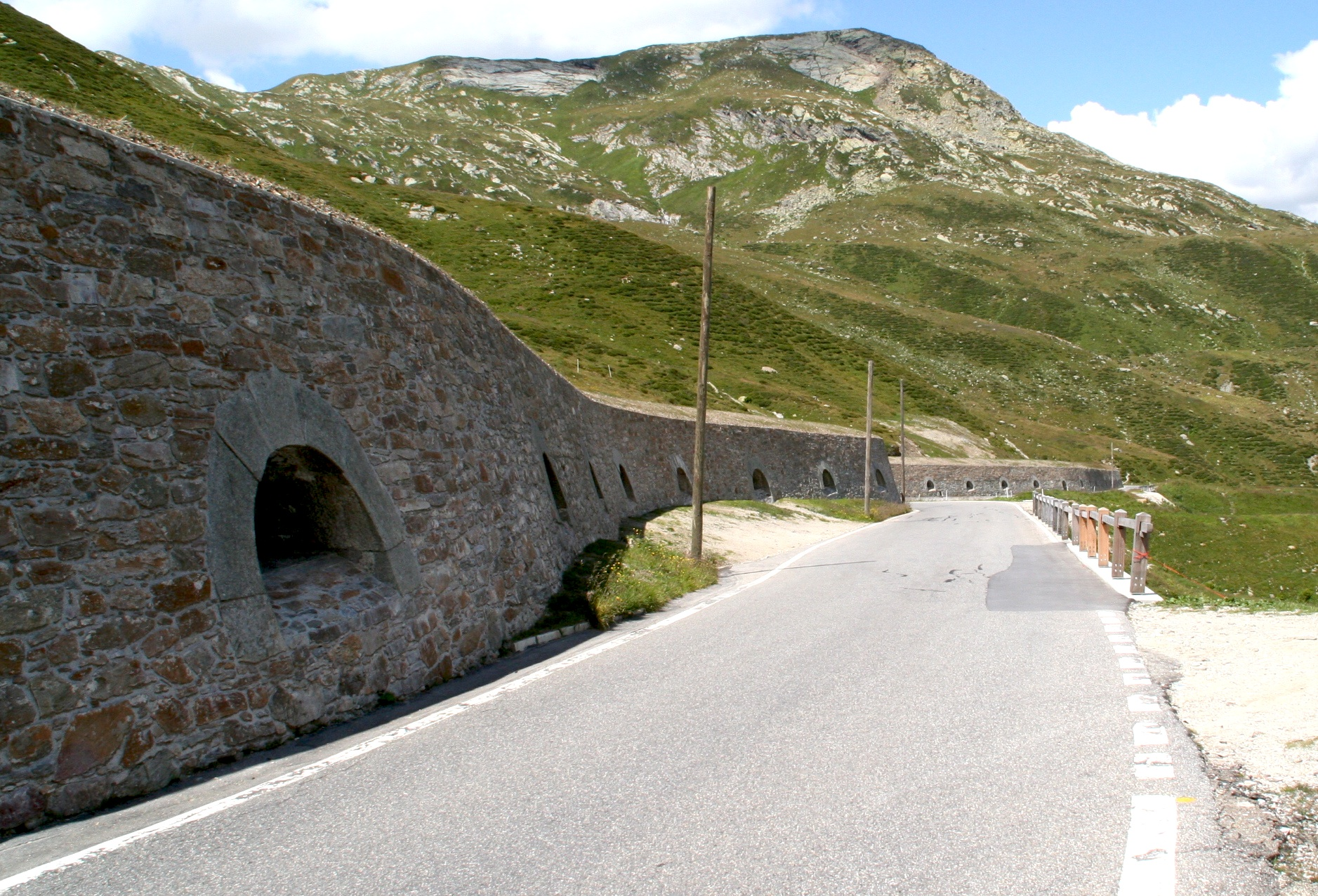
La galerie de protection du col du Splügen.

Le 4 décembre 1800, les troupes françaises de l'armée des Grisons, sous les ordres du futur maréchal d'Empire Étienne Macdonald, malgré une tempête de neige franchirent le col pour aller faire le siège de la ville de Trente. Des centaines de soldats ont été tués par des avalanches. À partir de 1818, le tracé actuel a été construit sur l'ordre des Autrichiens qui régnèrent sur le royaume de Lombardie-Vénétie au sud. La route a été ouverte en 1823, a une longueur de 39 kilomètres et une déclivité de 10 %. La route du Splügen était auparavant considérée comme dangereuse.
Pour protéger les voyageurs, les transporteurs et les charretiers, plusieurs maisons routières et galeries de protection ont été construites. La galerie du côté nord est la seule qui existe encore aujourd'hui. Avec ses 312 m de long, son but est de protéger la route des avalanches (Splügengalerie). Elle a été bâtie entre 1843 et 1846, selon le projet de l'ingénieur Carlo Donegani et sous la direction de l'ingénieur cantonal Richard La Nicca. Elle fait aujourd'hui partie du patrimoine classé.
Après la Seconde Guerre mondiale, le col du Splügen reste fermé en période hivernale et la galerie est alors contournée par une route d'été. En août 1991, la galerie a été partiellement rénovée. Une nouvelle surface a été installée et les bords ont été réparés. 
La maçonnerie en pierre naturelle de la galerie est traditionnellement à deux coques, le noyau étant rempli de matières résiduelles. Un système de puits d'entrée, de bassins collecteurs et de coupes transversales sous la galerie assurait le drainage des eaux de la pente. Au fil du temps, les structures de drainage se sont obstruées et le joint de la voûte a commencé à fuir. En hiver, le gel dans la maçonnerie provoque l'effondrement d'une partie de la voûte.
Entre 2006 et 2011, 60 mètres de la section nord de la galerie sont réparés et préparés pour une utilisation future comme espace d'exposition. La longueur restante de la voûte dans la zone de l'effondrement est restaurée, les murs sont structurellement sécurisés et scellés, les structures de drainage réparées et l'étanchéité renouvelée. La rénovation complète coûte au total 2 015 000 francs.
Depuis l'ouverture du tunnel sous le col du San Bernardino à l'ouest en 1967, le Splügen a perdu de son importance.

## Cyclisme
L'ascension de ce col, grimpé depuis Splügen, fut au programme de la 20e étape du Giro 2021. Elle était classée en 1re catégorie.